# I Was Kaiser Bill's Batman
"I Was Kaiser Bill's Batman" é um instrumental com estilo de novelty song composto em 1967 por Roger Cook e Roger Greenaway e originalmente com o título "Too Much Birdseed".
A pessoa que assoviava na gravação ganhou o crédito como, Whistling Jack Smith (uma piada com o artista Whispering Jack Smith). De acordo com várias fontes, o assovio foi de John O' Neill e algumas dão crédito a Noel Walker.

## Origem
A música foi gravada originalmente pelo The Carnaby Street Set em 1967, com algumas frases incluídas. Depois foi interpretada por músicos como Pat Boone e The Jet Set no mesmo ano.
A versão de Whistling Jack Smith foi um one-hit-wonder. No final da música, Smith grita "Oi", segundos depois a música começa de novo e acaba.
Outros singles do artista foram lançados como "Sans Fairy Anne" em 1968 e a versão de "Colonel Bogey March" de mesmo ano.
Depois, vários músicos regravaram "I Was Kaiser Bill's Batman", como a orquestra e coro de Ivor Raymonde em 1968 e The Exotic Guitars em 1969. Uma adaptação com letra do grupo The Wurzels foi lançada com o título "Farmer Bill's Cowman" em 1977 e uma interpretação em alemão pela banda Die Travellers.
Nos EUA, o sucesso ficou em vigésimo lugar no Hot 100 e oitavo lugar no Adult Conteporary. No Reino Unido, ficou em primeiro lugar no Top 10, 40 e 75.
No programa "Top Of The Pops", Jack Smith também se apresentou.